# Sigismund von Neukomm

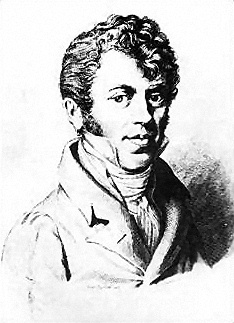
Sigismund von Neukomm

Sigismund von Neukomm (Salzburgo, 10 de julho de 1778 - Paris, 3 de abril de 1858) foi um compositor e pianista austríaco que viveu e trabalhou no Rio de Janeiro de 1816 a 1821. Teria sido também espião.  Nasceu numa casa diante daquela onde, 22 anos antes, nascera Wolfgang Amadeus Mozart.
É o patrono da cadeira de número 6 da Academia Brasileira de Música.

## Formação musical
«Os bons dicionários de música dedicam-lhe longos artigos que não se restringem somente à sua vasta produção musical, mas também fazem largas referências aos seus dotes excepcionais de organista», diz Mozart de Araújo sobre ele.
Iniciou os estudos em sua cidade com o organista Weissauer e depois com o compositor Michael Haydn, mestre de capela e organista da catedral, ao tempo que estudava filosofia e matemática na Universidade de Salzburgo. Em 1792 foi indicado organista honorário da igreja da instituição e, em 1796, tornou-se Mestre-do-Coro do teatro da corte.
Aos 16 anos, mudando-se para Viena foi aluno do grande compositor, «pai da sinfonia»,  Joseph Haydn. Trabalhou sete anos com ele, irmão do mestre anterior. O ilustre professor costumava dizer que Beethoven fora seu melhor aluno, mas Neukomm o preferido. No fim da vida Haydn confiou ao discípulo predileto tarefas de fazer orquestração e redução para piano de várias obras suas. Neukomm, talvez por isso, foi como Haydn afeiçoado às personalidades da aristocracia dos países por onde ia passando.
Após o período de estudos, viajou em 1804 para a Rússia, levando uma carta de Haydn para a czarina Maria Fiodorovna, que fora aluna sua em Viena quando era ainda grande-duquesa. Em São Petesburgo, a czarina o nomeou Mestre-de-Capela. Tinha 26 anos e compôs sua primeira e talvez única ópera, «Alexander am Indus», encenada no dia da coroação do czar Alexandre. Trabalhou ainda no Teatro Alemão de São Petersburgo, e como músico autônomo em Moscou. Apesar de ter na Rússia boa situação, partiu para Berlim, então ocupado pelos franceses, e retornou a Viena, visitando o velho mestre (de 77 anos, então). Nesta ocasião, dele teria recebido a incumbência de terminar algumas de suas obras inéditas.
Em 1810 estabeleceu-se em Paris como músico (pianista) da casa do príncipe de Talleyrand. Foi escolhido para reger, na igreja de Notre-Dame, em presença de toda a família real, um Te Deum de sua autoria, quando da entrada solene em Paris do rei Luís XVIII de França. Quando Talleyrand se tornou ministro de negócios estrangeiros, após a Restauração, acompanhou-o ao Congresso de Viena (1815) onde se reuniam reis, imperadores, príncipes de todos os países para fixar a nova geografia da Europa. Neukomm recebeu o encargo do programa musical das comemorações do Congresso. Fez executar na igreja de Santo Estêvão seu Grande Requiem em dó menor, composto para o aniversário da morte de Luis XVI, com 300 cantores, divididos em dois coros regidos por Salieri. Por esta ocasião recebeu do rei a insígnia de Cavaleiro da Legião de Honra.

### Na corte de D. João VI
Em 1816, foi convidado a integrar a comitiva do Duque de Luxemburgo, diplomata francês que veio como embaixador extraordinário  à corte do Rio de Janeiro, quando do restabelecimento das relações diplomáticas após o fim das guerras napoleônicas. O duque vinha felicitar o rei por sua ascensão ao trono, vago desde a morte de D. Maria I de Portugal.
Neukomm foi convidado pelo Conde da Barca, ministro do reino, amigo dos franceses e grande incentivador das artes na corte, a permanecer no Rio de Janeiro. O ministro hospedou o compositor em sua própria casa, com o intuito de garantir a presença de um músico dinâmico e absolutamente moderno, o que favoreceria o ambiente musical da corte.
Questão não esclarecida é sua participação - ou não - na Missão Francesa no Brasil mas tudo indica que não fez parte do grupo comandado por Joachim Lebreton - foi antes "fruto exclusivo do seu desejo permanente de realizar mais uma das inúmeras viagens que empreendeu, ao longo de sua vida de músico-errante, sempre curioso de conhecer países exóticos e terras estranhas".  Adolfo Morales de los Rios o menciona como integrante, mas não a Dra. Gisela Pellegrini, autora em 1936 da biografia mais completa sobre o músico, Sigismund, Ritter von Neukomm.
O próprio Neukomm, em sua «Esquisse biographique», havia desfeito a dúvida ao mencionar que viera na comitiva do duque de Luxemburgo, integrada ainda por Auguste de Saint-Hilaire, que deixou Brest em 2 de abril de 1816 na fragata «L ´Hermione», aportando ao Rio de Janeiro a 30 de maio.
Sua presença foi de grande importância para o meio musical do novo país pois contribuiu para a popularização da obra de Haydn e de Mozart. Na corte, foi professor de música do príncipe D.Pedro, de D.Leopoldina e ainda dos demais infantes reais como a Infanta D. Isabel Maria de Bragança. Pouco mais tarde, aceitou como aluna a esposa do Cônsul Geral da Rússia. Por encomenda de Dona Leopoldina, aliás, compôs uma «Grande Missa de São Francisco», oferecida a seu pai, o Imperador da Austria Francisco I da Áustria.
Foi grande incentivador e divulgador do talento do Padre José Maurício Nunes Garcia, de quem dizia ser o maior improvisador do mundo, e professor de Francisco Manuel da Silva, autor do futuro Hino Nacional brasileiro, que se tornaria o maior responsável pela atividade musical no período da Regência. Recebeu de D. João VI de Portugal as insígnias da Ordem de Cristo e, pouco mais tarde, já em Paris, as da Ordem da Conceição.

### Volta à Europa
Em 1821 retornou à Europa, realizando diversas viagens pelo continente, e transferindo-se depois para Viena, onde ocupou importantes postos. Ausente seis anos, nem por isso foi esfriado o prestígio de que gozava, pois foi reintegrado no posto de músico do Príncipe de Talleyrand. Para a inauguração do monumento a Gutenberg, em Mogúncia, compôs um Te Deum a 1.200 vozes, quando se utilizaram todos os alunos e todos os instrumentos das escolas da cidade! A partir de então, ocupou-se de transcrever para órgão expressivo e para piano-forte obras de Beethoven, Bach, Haydn e Haendel, publicadas por famosas casas editoras como Schott e Breitkopf & Härtel, de Leipzig, Richault e outras.
Em 1842 retornou a Salzburgo como convidado especial para proferir discurso na inauguração da estátua de Mozart.
Foi dedicado amigo de poetas, escritores, músicos do seu tempo, como Walter Scott, Mendelsohn, Cherubini, Chopin.

## Obra musical
Deixou extensa obra de composição, com dez óperas, música incidental para quatro peças de teatro, 48 missas, oito oratórios e grande número de peças menores, incluindo 200 canções.
Só no Brasil compôs mais de 90 obras, algumas inspiradas na nossa música popular, modinhas que ele julgava de ótimo valor artístico, isso 40 anos antes de Brasílio Itiberê da Cunha surgir com sua Sertaneja.
Nas páginas a ele dedicadas por Mozart de Araújo, no artigo abaixo citado, encontra-se o Catálogo Temático de sua obra.
Não são entretanto citadas as harmonizações feitas mais tarde em Paris de 20 modinhas do músico popular brasileiro Joaquim Manuel da Câmera, músico sem instrução afamado por tocar «uma pequena viola francesa de sua invenção, chamada cavaquinho» (mas na verdade originário da ilha da Madeira!)